# Fjärdvättingen
Fjärdvättingen is een Zweeds eiland behorend tot de Pite-archipel. Het eiland ligt voor de kust van Jävrebodarna. Het eiland heeft geen oeververbinding, maar wel een aantal zomerhuisjes.